# Chris Peters
Chris Peters (1994) is een Nederlands acteur.

## Levensloop
Peters studeerde in 2017 af aan de Amsterdamse School voor de Hoge Kunsten. Hij is bekend van zijn rol in de videoclip Drank & Drugs van Lil Kleine en Ronnie Flex en zijn titelrol in de film Tonio (2016). Ook speelde Peters een van de hoofdrollen in Niemand in de stad. Tevens speelde hij in seizoen 2018/2019 de hoofdrol in de toneelversie van Turks Fruit. In de Netflix-serie Dirty Lines uit 2022 speelt Peters de rol van Ramon Stigter.
In januari 2024 vertolkte Peters de rol van Dmitri in de bioscoopfilm Krazy House. Een maand later, in februari 2024, vertolkte hij de rol van Ron Brandsteder in de Videoland-serie PATTY.

## Filmografie

### Film
- 2016: Tonio, als Tonio
- 2017: Monk, als jongen op feest
- 2018: Niemand in de stad, als Jacob
- 2018: Tom Adelaar, als Thomas
- 2019: De libi, als Niels
- 2024: Krazy House, als Dmitri

### Televisie
- 2017: Flikken Rotterdam, als Perro
- 2019: Centraal, als Danny
- 2021: Onze straat: Smartlap
- 2021: Follow de SOA, als Boy
- 2022: Dirty Lines, als Ramon Stigter
- 2022: Odds, als Max van Straten
- 2022: Rampvlucht, als Bram Veen
- 2022: Sleepers, als Frenkie Til
- 2023: Childhood Dreams, als Hans
- 2023: Een moord kost meer levens, als Paul Spruit
- 2023: De Poli, als Tobias
- 2024: PATTY, als Ron Brandsteder
- 2024: Nemesis, als Martin Heezink
- 2024: Hein, als Gerrit van der Veer
- 2025: De Freek Tapes, als dierentuin verzorger
- 2025: Ik val niet, ik dans, als Sebastiaan